# Libão Rupílio Frúgio
Libão Rupílio Frúgio (m. 101), cujo nome completo pode ter sido Lúcio Escribônio Libão Rupílio Frúgio Bono (em latim: Lucius Scribonius Libo Rupilius Frugi Bonus), foi um senador romano nomeado cônsul sufecto para o nundínio de maio a agosto de 88 com Quinto Nínio Hasta. Era um dos filhos de Marco Licínio Crasso Frúgio, cônsul em 64, e Sulpícia Praetextata, filha de Quinto Sulpício Camerino Pético, cônsul sufecto em 46, e neto de Marco Licínio Crasso Frúgio, cônsul em 27, com a nobre Escribônia. Seu irmão, Caio Calpúrnio Pisão Crasso Frúgio Liciniano, foi cônsul sufecto em 87.
É famoso principalmente por ter sido um ancestral do imperador Marco Aurélio.

## História
Seu pai foi executado por ordem de Nero entre 66 e 68 por causa de acusações feitas pelo delator Marco Aquílio Régulo. Depois da morte do imperador, Sulpícia o levou, juntamente com seus irmãos, ao Senado logo no início de 70 para pedir aos senadores e ao imperador Vespasiano justiça pelo dano provocado à sua família. Régulo e seus aliados foram todos processados.
Frúgio se casou com a sobrinha do imperador romano Trajano, Salonina Matídia, como seu terceiro marido. Ela já tinha duas filhas de dois casamentos anteriores, Víbia Sabina e Míndia Matídia (Matídia Menor). Os dois tiveram uma filha chamada Rupília Faustina, que foi, por sua vez, avó paterna de Marco Aurélio.
Plínio, o Jovem, escreveu sobre um discurso agressivo que ele proferiu no Senado em 101.